# Steklovata
Steklovata (en ruso: Стекловата, "lana de vidrio") es una banda juvenil rusa creada en 1999. Estuvo compuesta principalmente por Denís Belikin y Artur Yereméyev. Su productor fue Serguéi Kuznetsov.
Actualmente la banda sigue estando presente en varios programas televisivos rusos donde tienen mucha visibilidad con el éxito "Novy God"

## Historia
Si bien grabaron 3 discos de estudio, la banda no alcanzó el éxito, principalmente debido a la falta de patrocinadores. En 2002 alcanzaron el mayor número de reproducciones en las radios de Estonia.
Más tarde, cobraron cierta fama cuando sus videos fueron difundidos por YouTube en clave de humor debido a su precaria producción. El video más conocido de esta banda es el tema Novy God (Новый Год, año nuevo).

## Discografía
La banda ha lanzado tres álbumes:
- 2001 Ldínkoi po steklú (Льдинкой по стеклу)
- 2002 Ostorozhno - jrúpkoye (Осторожно - хрупкое)
- 2005 Spetsshkola (Спецшкола)

## Parodias y popularidad en Internet
El videoclip de Novy God se ha convertido en un fenómeno viral en Internet.
Se dio a conocer en España gracias al programa de humor Alguna pregunta més? de la televisión catalana TV3, que usaba el videoclip en tono de ironía, y acabaría siendo un clásico del programa.
En Argentina en el 2012, el vídeo de Novy God fue subtitulado falsamente cambiando la letra y nombre del grupo por "los fachiturros", usado en tono de burla y desprecio hacia "Los Wachiturros", un grupo famoso de cumbia villera, denunciado por plagios, apología a la droga y a la violencia de género como también acusado a uno de sus integrantes de violación a una menor.